# Pleurothallis rubroinversa
Pleurothallis rubroinversa är en orkidéart som beskrevs av Carlyle August Luer. Pleurothallis rubroinversa ingår i släktet Pleurothallis och familjen orkidéer. Inga underarter finns listade i Catalogue of Life.